# Collège de Lévis
 (avril 2012).
Si vous disposez d'ouvrages ou d'articles de référence ou si vous connaissez des sites web de qualité traitant du thème abordé ici, merci de compléter l'article en donnant les références utiles à sa vérifiabilité et en les liant à la section « Notes et références ».

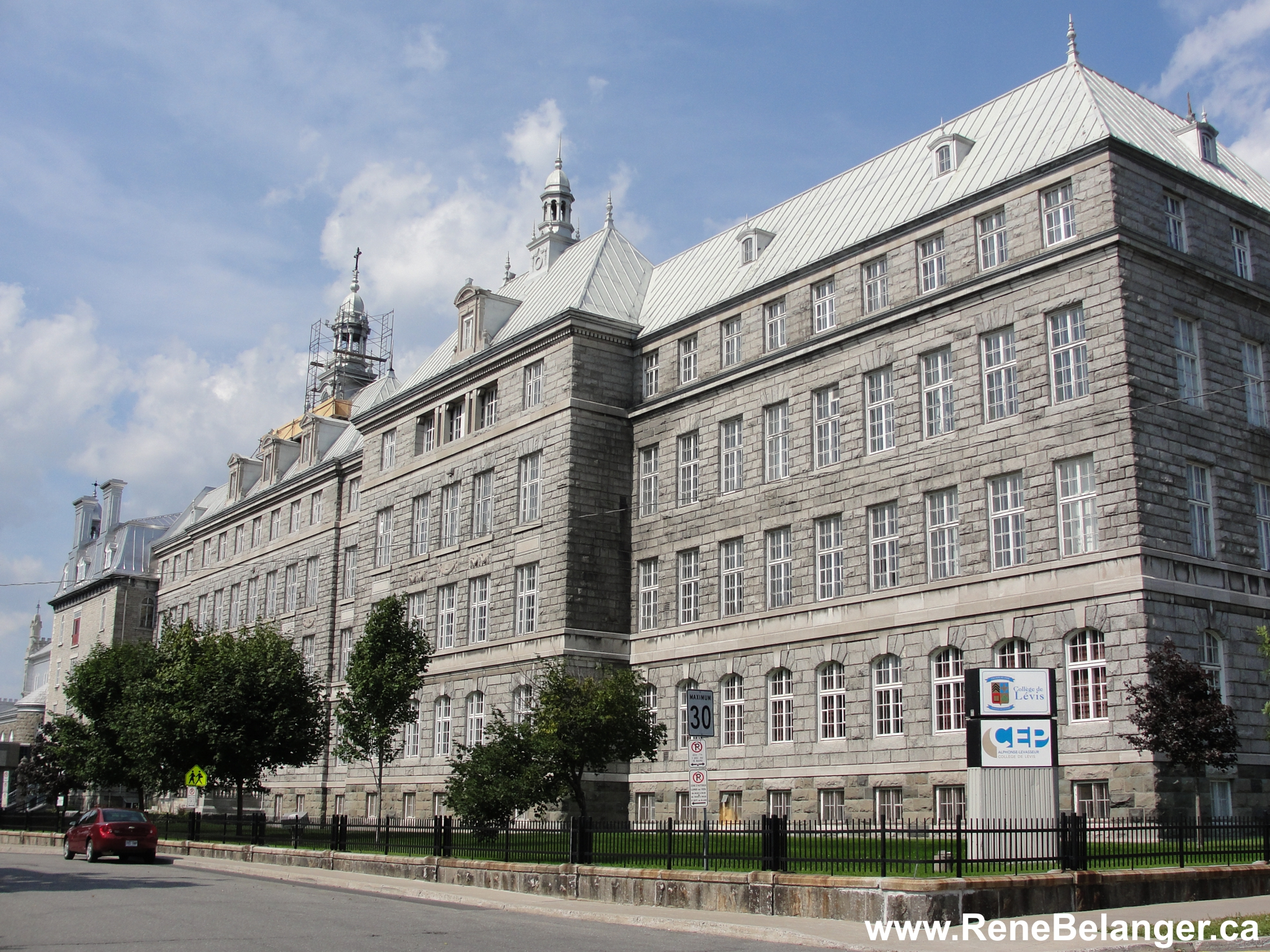
Collège de Lévis

Le Collège de Lévis est une école secondaire privée québécoise située à Lévis. En 2003, elle est composée de sept corps de bâtiment et dispense le cours secondaire; la population scolaire est d'environ neuf cents personnes.
Le Collège est membre de la Fédération des établissements d'enseignement privés du Québec.

## Historique

### Fondation du Collège de Lévis en 1853
Le 15 septembre 1853, l'abbé Joseph-David Déziel inaugure le Collège de Lévis, auquel il consacra une partie de sa vie. Les cours commercial, industriel et agricole y sont donnés pour la première fois sur la Rive-Sud. À ses débuts, le collège compte douze prêtres-enseignants et 105 élèves.
Le premier bâtiment abrite les locaux du collège, des salles de classe, des jeux et des salles à manger en plus de quelques chambres pour les enseignants. La vie étudiante de l'époque est bien différente de celle d'aujourd'hui; par exemple, les vacances commencent fin juillet et se terminent début septembre. Après le départ des Frères des Écoles chrétiennes en 1860, des prêtres du Séminaire de Québec prennent le relais.
Avec l'établissement du cours classique en plus du cours commercial, le premier bâtiment était trop petit pour les nouveaux besoins. L'année 1876 a vu la construction d'un bâtiment tout neuf, relié au premier et orienté vers l'est. L'étage le plus élevé abrite la première chapelle du collège. En 1879, l'harmonie Sainte-Cécile voit le jour et elle agrémente les soirées et les évènements importants de l'institution.

### Agrandissement du collège en 1885 et son évolution auXXesiècle
Une nouvelle aile voit le jour en septembre 1885 (elle correspond aujourd’hui à un pavillon du Centre de réadaptation en déficience intellectuel Chaudière-Appalaches (CRDICA)). Cet édifice abritait à l'époque les élèves du cours classique, leurs salles d'étude et leurs chambres, en plus de chambres de prêtres au deuxième et au troisième étage.
Le Collège de Lévis ayant largement augmenté sa fréquentation (qui est aujourd'hui d'environ neuf-cents élèves), un agrandissement s'impose. Ainsi, en 1895, un édifice est construit à l'ouest, il remplit de cette façon le vide entre l'école et la nouvelle chapelle construite en 1891-1892. En 1922-1924, il y a un nouvel agrandissement, conçu par Louis-Napoléon Audet.
L'Association des Anciens du Collège de Lévis, créée en 1917, s'était chargée en 1924 de faire une grande collecte de fonds auprès de la population et des dits anciens pour construire un nouvel édifice, qui sera orienté nord-sud.
Le cours commercial au Collège de Lévis prit fin en 1948, tout en laissant d'importantes traces, la caisse étudiante indépendante et le cours technique en administration et en coopération en sont des exemples notoires.
Pour célébrer le centième anniversaire de l'institution qui arrivait à grands pas, en 1952 fut décidé que le collège de Lévis devait se doter de la plus grande salle de spectacle sur la rive-sud de Québec. Certains acteurs de renommée monteront sur ces planches, tels que Paul Hébert et Denis Bernard[réf. nécessaire].
Depuis 1975, le collège possède un des centres sportifs les plus modernes et vastes du réseau scolaire québécois[réf. nécessaire]. Cette construction est une réponse à l'intérêt grandissant des jeunes pour le sport.
La Fondation Collège de Lévis est créée en 1977 à l’initiative des membres du personnel et des anciens élèves.

### Admission des filles
Les filles commencent à être admises au Collège de Lévis en trois phases. Tout d'abord, au collégial en 1968, en 4e et 5e secondaires en 1988 et en 1re, 2e et 3e secondaires en 1990.
Le pensionnat ferme en 1992.

## Étudiants renommés
- Alphonse Desjardins (fondateur des Caisses Desjardins)
- Antoine Vermette (joueur de hockey dans la LNH)
- Daniel Germain (fondateur des clubs des petits déjeuners du Québec et du Canada et du Sommet du millénaire de Montréal)
- David Desharnais (joueur de hockey dans la LNH)
- Denis Bernard (comédien)
- Dominick Gauthier (ancien skieur acrobatique)
- François Groleau (ancien joueur de la LNH)
- Frédérick De Grandpré (comédien)
- Frédérick Pelletier (réalisateur)
- Jacques Lacoursière (historien réputé)
- Jean Paré (journaliste)
- Joseph Cattarinich (premier gardien de but et ancien copropriétaire du Club de hockey Canadien, Inc.)
- Joseph-Fernand Fafard (ancien député libéral fédéral du comté de l'Islet)
- Joseph-Pierre Ouellet (architecte)
- Lomer Gouin (ancien premier ministre du Québec
- Maurice Tanguay (propriétaire d'Ameublement Tanguay et fondateur de l'Océanic de Rimouski)
- Michel Gervais (ancien recteur de l'Université Laval)
- Paul Hébert (comédien)
- Réginald Hamel (historien)
- Robert L'Herbier (chanteur et administrateur à Télé-Métropole/TVA)
- Sylvain Parent-Bédard (fondateur du ComediHa! Fest-Québec)
- Vincent Lemieux (politologue)
- Noémie O’Farrell (comédienne)